# Urpo Korhonen
Urpo Pentti Korhonen (ur. 8 lutego 1923 w Rautalampi, zm. 10 sierpnia 2009 w Lahti) – fiński biegacz narciarski, złoty medalista olimpijski.

## Kariera
Igrzyska olimpijskie w Oslo w 1952 roku były pierwszymi i zarazem ostatnimi w jego karierze. Finowie w składzie: Heikki Hasu, Paavo Lonkila, Urpo Korhonen i Tapio Mäkelä zdobyli tam złoty medal w sztafecie 4 × 10 km. Był to jego jedyny start na tych igrzyskach.
Nie startował na mistrzostwach świata w narciarstwie klasycznym. Był za to dwa razy mistrzem Finlandii w sztafecie 3 × 5 km w latach 1951 i 1954. Wygrał także maraton w Boden w 1951 roku, wyścig w Porrassalmi w 1950 roku oraz dwukrotnie w Jämsänkoski.
Oprócz biegów narciarskich uprawiał także biegi długodystansowe. Zajął między innymi piąte miejsce w biegu na 10 000 m podczas mistrzostw Finlandii w lekkoatletyce w 1952 roku. Był także autorem książek o tematyce wojennej.

## Osiągnięcia

### Igrzyska olimpijskie
| Miejsce | Dzień     | Rok  | Miejscowość | Konkurencja        | Czas biegu | Strata | Zwycięzca |
| ------- | --------- | ---- | ----------- | ------------------ | ---------- | ------ | --------- |
| 1.      | 23 lutego | 1952 | Oslo        | Sztafeta 4 × 10 km | 2:20:16 h  | -      | -         |